# Nyquist-Diagramm

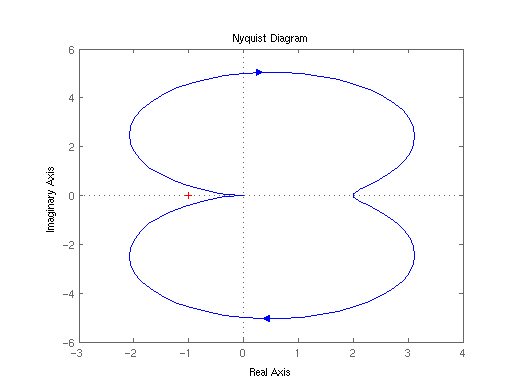
Ortskurve eines PT2-Gliedes, dargestellt auch für negative Frequenzen

Ein Nyquist-Diagramm, auch als Nyquist-Graph oder Nyquist-Plot bezeichnet, stellt die Ortskurve der Ausgangsgröße eines Regelkreises mit der Frequenz als Parameter dar. Es wird in der Regelungstechnik, Verstärkerkonstruktion und Signalaufbereitung verwendet, um die Stabilität eines Systems mit Rückkopplung zu beschreiben. Benannt ist es nach dem schwedisch-amerikanischen Physiker Harry Nyquist.

## Details
Das Nyquist-Diagramm ist ein parametrischer Funktionsgraph einer komplexwertigen Funktion, im Normalfall einer Fourier-Übertragungsfunktion eines LZI-Systems, in der komplexen Ebene. Es erfüllt also einen ähnlichen Zweck wie das Bode-Diagramm, nämlich die Darstellung von Funktionen mit komplexwertigen Ausgabewerten:
{\displaystyle f(j\omega )\in \mathbb {C} }
Im Gegensatz zum Bode-Diagramm wird beim Nyquist-Diagramm Betrag und Phase in einem einzigen Diagramm dargestellt, nämlich indem man den Real- und Imaginärteil des Ausgabewertes direkt in die komplexe Zahlenebene zeichnet. Eine Linie entsteht, indem man für den Funktionsparameter {\displaystyle \omega } alle möglichen Werte einsetzt. Alternativ kann auch Betrag und Phase des Ausgabewertes eingetragen werden, wobei der Bezug zu Frequenz- und Phasengang des Bode-Diagramms nahe liegt. Ein wesentlicher Unterschied zum Bode-Diagramm besteht darin, dass beim Nyquist-Diagramm häufig keine Werte des Funktionsparameters {\displaystyle \omega } eingetragen werden, weshalb anhand des Graphen keine Aussage über Knickfrequenzen u. Ä. gemacht werden können.
Der Nutzen von Nyquist-Diagrammen besteht darin, dass die Stabilität des rückgekoppelten Systems leicht vorausgesagt werden kann, indem man diese Kurve darstellt. Dabei können Stabilität und andere Eigenschaften verbessert werden, indem man den Plot graphisch verändert. Siehe Stabilitätskriterium von Nyquist
Nyquist- und ähnliche Diagramme sind klassische Methoden zur Voraussage der Stabilität einer Schaltung. Sie wurden zwar ab den 1990er Jahren durch computergestützte mathematische Werkzeuge ergänzt oder verdrängt, aber sie sind besonders geeignet, dem Entwickler ein intuitives Gefühl für das Schaltungsverhalten zu geben.

## Experimentelles Bestimmen eines Nyquistdiagramms

RC-Tiefpass

Zeitverlauf Eingangs- und Ausgangssignal

Nyquistdiagramm einer RC-Schaltung

Man kann sich folgenden Experimentaufbau vorstellen: Die nebenstehende Schaltung, als Beispiel die Reihenschaltung eines Widerstands und eines Kondensators (Tiefpass/RC-Glied), wird von einem Funktionsgenerator mit einer Sinusspannung beaufschlagt. Mit einem Oszilloskop werden die Eingangsspannung und die Spannung am Kondensator (als Ausgangsspannung) gemessen. Am Eingang gilt:
{\displaystyle x_{e}(t)={\hat {x}}_{e}\cdot \sin(\omega \cdot t)}
Die Spannung am Ausgang hat eine andere Amplitude und eine Phasenverschiebung gegenüber der am Eingang:
{\displaystyle x_{a}(t)={\hat {x}}_{a}(\omega )\cdot \sin(\omega \cdot t+\varphi (\omega ))}
Es sind:
{\displaystyle \omega }: Kreisfrequenz der Eingangsspannung
{\displaystyle x_{e}(t)}: Augenblickswert der Eingangsspannung
{\displaystyle x_{a}(t)}: Augenblickswert der Ausgangsspannung
{\displaystyle {\hat {x}}_{e}}: Amplitude (Betrag) der Eingangsspannung
{\displaystyle {\hat {x}}_{a}(\omega )}: Amplitude (Betrag) der Ausgangsspannung
{\displaystyle \varphi (\omega )}: Phasenverschiebung
{\displaystyle t}: Zeit
Wenn man zu jedem {\displaystyle \omega } die Parameter {\displaystyle {\hat {x}}_{a}} und {\displaystyle \varphi } ermittelt, ergibt sich der komplexe Frequenzgang zu:
{\displaystyle F(j\omega )={\frac {x_{a}(j\omega )}{x_{e}(j\omega )}}={\frac {{\hat {x}}_{a}(\omega )}{{\hat {x}}_{e}}}e^{j\varphi (\omega )}}
Im dritten Bild ist das Nyquistdiagramm der als Beispiel gewählten RC-Schaltung (ein PT1-Glied) dargestellt. Die mit {\displaystyle {\frac {x_{a}}{x_{e}}}} beschriftete Linie entspricht einem von {\displaystyle \omega } abhängigen Funktionswert in der komplexen Zahlenebene. Die Ortskurve verläuft ausgehend von 1 mit steigendem {\displaystyle \omega } zum Ursprung und bildet dabei einen Halbkreis. Die Amplitude wird mit steigendem {\displaystyle \omega } kleiner, daher handelt es sich um einen Tiefpass.

## Berechnen eines Nyquistdiagramms
Als Beispiel für die Berechnung des Nyqistdiagramms nimmt man ein einfaches PT1-Glied. Um auf das Beispiel mit dem Widerstand und dem Kondensator zurückzukommen, ist {\displaystyle K_{p}=1} und {\displaystyle T_{1}=R\cdot C}.
{\displaystyle F(j\omega )={\frac {K_{p}}{1+j\omega \cdot T_{1}}}}
Die komplexe Zahl im Nenner lässt sich durch konjugiert komplexes Erweitern herauskürzen:
{\displaystyle F(j\omega )={\frac {K_{p}}{1+j\omega \cdot T_{1}}}\cdot {\frac {1-j\omega \cdot T_{1}}{1-j\omega \cdot T_{1}}}={\frac {K_{p}-j\omega \cdot T_{1}\cdot K_{p}}{1+\omega ^{2}\cdot T_{1}^{2}}}}
dann erhält man Real- und Imaginärteil:
{\displaystyle \operatorname {Re} \left\{F(j\omega )\right\}={\frac {K_{p}}{1+\omega ^{2}\cdot T_{1}^{2}}}},
{\displaystyle \operatorname {Im} \left\{F(j\omega )\right\}={\frac {-\omega \cdot T_{1}\cdot K_{p}}{1+\omega ^{2}\cdot T_{1}^{2}}}}
Damit errechnet sich Betrag und Phase
{\displaystyle |F(j\omega )|={\sqrt {\operatorname {Re} \left\{F(j\omega )\right\}^{2}+\operatorname {Im} \left\{F(j\omega )\right\}^{2}}}={\frac {K_{p}}{\sqrt {1+\omega ^{2}\cdot T_{1}^{2}}}}}
{\displaystyle \varphi (\omega )=\varphi (F(j\omega ))=\arctan {\frac {\operatorname {Im} \left\{F(j\omega )\right\}}{\operatorname {Re} \left\{F(j\omega )\right\}}}=\arctan(-\omega \cdot T_{1})=-\arctan(\omega \cdot T_{1})}
Die Extremwerte ergeben sich folgendermaßen:
{\displaystyle \operatorname {Re} \left\{F(j\omega \rightarrow 0)\right\}=K_{p},\quad \operatorname {Im} \left\{F(j\omega \rightarrow 0)\right\}=0}
{\displaystyle \operatorname {Re} \left\{F(j\omega \rightarrow \infty )\right\}=0,\quad \operatorname {Im} \left\{F(j\omega \rightarrow \infty )\right\}=0}
{\displaystyle |F(j\omega \rightarrow 0)|=K_{p},\quad \varphi (j\omega \rightarrow 0)=0}
{\displaystyle |F(j\omega \rightarrow \infty )|=0,\quad \varphi (j\omega \rightarrow \infty )=-90}
Es ergibt sich ein Halbkreis wie in der obigen Grafik unter Experimentelles Bestimmen eines Nyquistdiagramms.

## Zeichnen eines Nyquistdiagramms
Zum Zeichnen einer Übertragungsfunktion (Fourier-Frequenzbereich):
{\displaystyle H(j\omega )\in \mathbb {C} ,\,\,\omega \in \mathbb {R+} }
Das Zeichnen der Funktion erfolgt nun durch bloßes Einsetzen von Werten für Parameter {\displaystyle \omega }, was komplexe Zahlen ergibt, welche dann ins Diagramm eingetragen und verbunden werden. Um ein breites Spektrum abzudecken, sind logarithmisch ansteigende Werte für {\displaystyle \omega } sowie Grenzwertbetrachtungen für {\displaystyle \omega \rightarrow \infty /\omega \rightarrow \ 0} von Nutzen. Außerdem ist es nützlich, die Achsenschnittstellen zu berechnen, indem man die Real- bzw. Imaginärteile gleich Null setzt und nach {\displaystyle \omega } umformt.
Z. B.:  {\displaystyle \Re \{H(j\omega )\}=0\Rightarrow \omega _{Re0}}
{\displaystyle \Rightarrow H(j\omega _{Re0})} berechnen und eintragen.
Hinweis: Die Tangente des Nyquist-Pfades im Punkt {\displaystyle \omega =0} verläuft stets senkrecht zum Realteil.

### Vereinfachte Skizze der Nyquist-Ortskurve
Eine schnelle Skizze der Ortskurve kann in bestimmten Fällen auch mit einem vereinfachten Verfahren erfolgen. Dabei ist die Übertragungsfunktion in folgender Form gegeben:
{\displaystyle G(s)={\frac {K}{s^{q}}}\cdot {\frac {b_{m}s^{m}+b_{m-1}s^{m-1}+\ldots +b_{1}s+1}{a_{n}s^{n}+a_{n-1}s^{n-1}+\ldots +a_{1}s+1}}e^{-T_{t}s}}
Zusätzlich müssen folgende Voraussetzungen erfüllt sein: {\displaystyle m<q+n}, {\displaystyle T_{t}=0}, und die Pole und Nullstellen dürfen nicht rechts der imaginären Achse liegen. Der Beginn der Ortskurve für {\displaystyle \omega =0} wird unter einem Winkel von {\displaystyle -q\cdot 90^{\circ }} (von der Realachse aus gemessen) gezeichnet, und die Ortskurve dreht im Uhrzeigersinn weiter, bis {\displaystyle -(q+n-m)\cdot 90^{\circ }} für {\displaystyle \omega \rightarrow \infty }. Wenn {\displaystyle m=0} ist, dreht die Ortskurve monoton, und es treten keine Änderungen in der Krümmung der Ortskurve auf. Wegen {\displaystyle m<q+n} endet die Ortskurve im Ursprung.